# Setagaya
Setagaya-bydistriktet (世田谷区 Setagaya-ku) er et bydistrikt i Tokyo i Japan. Det er et af de 23 specielle bydistrikter, der tilsammen udgør Tokyos bykerne. Det er desuden navnet på en bydel i bydistriktet. På engelsk kalder Setagaya sig selv for City of Setagaya. Dets officielle fugl er blåskaden, blomsten er hvid orkide, and og træet er Japansk Zelkova.
Med et indbyggertal på 827.185 (2011) og et areal på 58,08 km2, er det mest folkerige af Tokyos 23 bydistrikter og det næststørste areal efter Oota. Befolkningstætheden var i 2011 på 14.414 per km2.

## Geografi
Setagaya udgør det sydvestlige hjørne af de 23 bydistrikter. Tama-floden adskiller Setagaya fra Kanagawa-præfekturet.
Størstedelen af arealet udgøres af Musashino bjergterrasse-land. Området langs Tama-floden er forholdsvist lavtliggende i sammenligning.
Bydistriktet er inddelt i fire distrikter. Disse er Setagaya, Kitazawa, Tamagawa, Kinuta og Karasuyama. Hvert område har sit eget kontor, som en del i den administrative struktur.

## Historie
Bydistriktet Setagaya er etableret 15. marts 1947.
I Edo-perioden fandtes 42 landsbyer i området. Med afskaffelsen af han-systemet i 1871 blev de centrale og østlige dele en del af Tokyo-præfektur, mens de resterende dele blev en del af Kanagawa-præfektur. I 1893 blev nogle områder overført til Tokyo-prefektur. Med etableringen af Setagaya-distriktet i 1932, blev Setagaya en del af Tokyo City. Efter en ændring i 1936 antog Setagaya sine nuværende grænser.
Området huser flere idrætsanlæg fra Sommer-OL 1964. Landsbyen Karasuyama-machi i Setagaya var en del af marathonløbet og 50 km kapgang under legene.
Setagaya har venskabsbyrelationer med Winnipeg, Manitoba i Canada; Døblingdistriktet i Wien, Østrig; og Bunbury, Australien.

## Landemærker
- Carrot Tower
- Gōtoku-ji, et tempel med Ii Naosukes grav.
- Hanegi Park
- Hasegawa Machiko Art Museum
- Kinuta Park
- Kuhombutsu
- Komazawa Olympic Park
- Oya Soichi Bunko
- St. Mary's International School
- Seisen International School
- Sakura-shinmachi
- Seikadō Bunko Art Museum
- Setagaya Art Museum
- Setagaya Castle ruins
- Setagaya Business Square (SBS)
- Tamagawadai Park
- Zenyōmitsu-ji
- NHK Science & Technology Research Laboratories

## Steder
- Setagaya
  - Sangenjaya
  - Setagaya
- Matsubara
  - Higashi-Matsubara
- Kitazawa
  - Shimokitazawa
  - Meidaimae
- Tamagawa
  - Futako-Tamagawa
  - Yōga
  - Todoroki
- Kinuta
  - Seijō
  - Kinuta
  - Soshigaya
- Karasuyama
  - Karasuyama